# Morris Rosenfeld

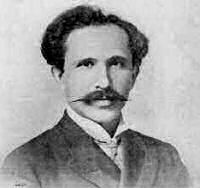
Morris Rosenfeld.

Morris Rosenfeld, född 28 december 1862 i ryska guvernementet Suvalki, död den 22 juni 1923 i New York, var en judisk skald. 
Rosenfeld flyttade efter växlande öden 1886 över till New York, där han verkade som tidningsman. Huvudsakligen skrev han på jiddisch. Rosenfelds Lider-bukh (1897; engelsk översättning av Leo Wiener Songs from the Ghetto 1899; tysk översättning av Berthold Feiwel 1902) väckte mycket uppseende och översattes till många språk.